# Plano contrapicado

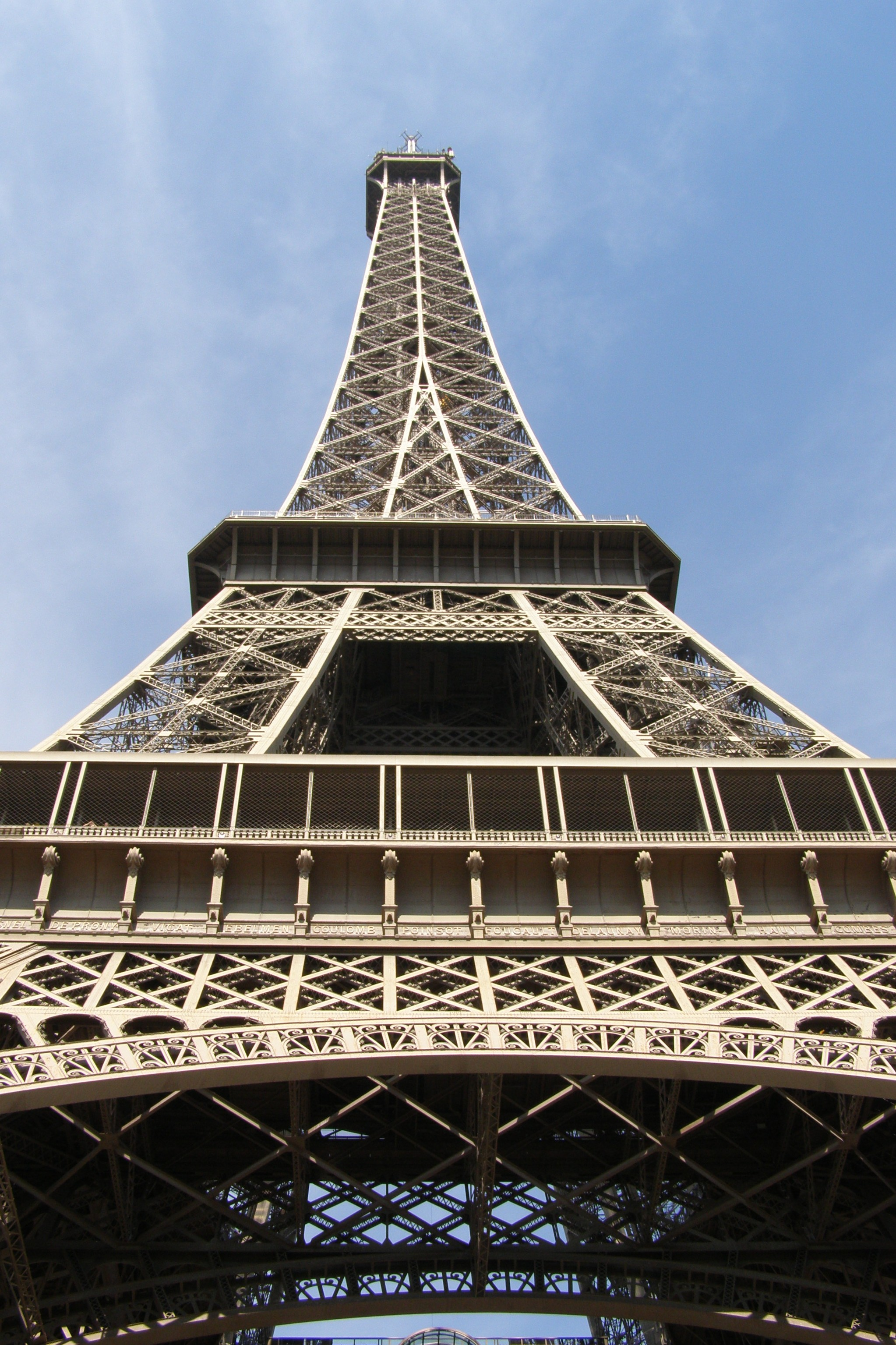
Plano contrapicado de la torre Eiffel.

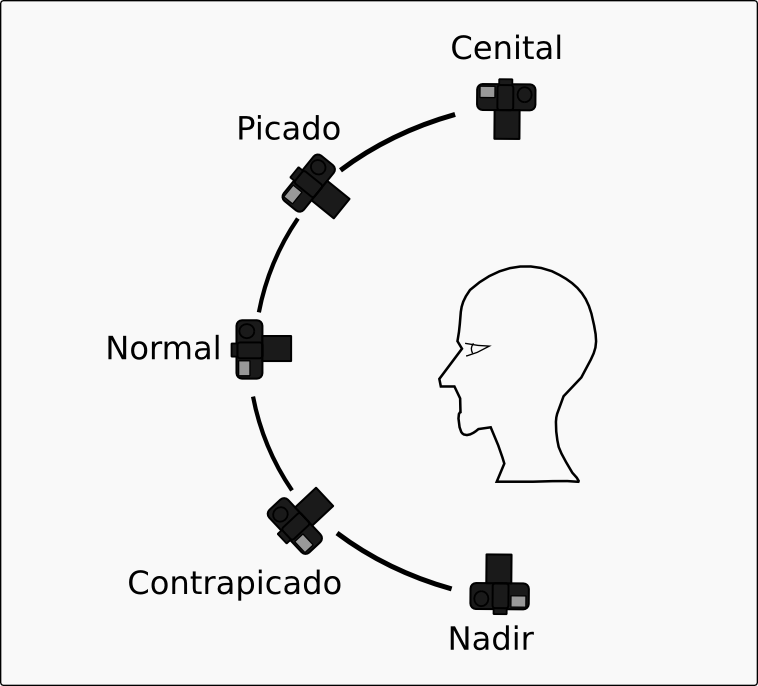
ángulos de cámara fotográfica o de cine o televisión

En fotografía y cine, el plano contrapicado (por oposición al  plano picado) es una angulación oblicua inferior de la cámara, la cual se coloca mirando hacia arriba.
En el lenguaje audiovisual, esto sirve para transmitir una situación de control, poder, grandeza y seguridad. Los planos contrapicados nos colocan en una posición aparente de inferioridad respecto al sujeto enfocado y sirven para mostrar una imagen de poderío con más impacto psicológico. Así, por ejemplo, este plano se utilizó en cinematografía en filmes como Star Wars donde el personaje de Darth Vader hace sus apariciones en un plano contrapicado, o en Godzilla con el personaje principal.
En la vida cotidiana se encuentran muchas imágenes de este tipo, por ejemplo, en las campañas presidenciales, donde se necesita destacar la figura del líder político. De hecho este plano fue usado habitualmente en propagandas de gobiernos dictatoriales para resaltar la figura de un autócrata dándole un contenido de poder, o para destacar una obra pública promovida por el régimen (por ejemplo, la propaganda fascista). Esto significa que el plano picado (el opuesto al contrapicado) transmitirá lo contrario.
Una variante del plano contrapicado es el plano nadir. En este caso la cámara forma un ángulo de 90 grados respecto la línea de tierra, es decir, es un plano completamente vertical tomado de abajo arriba.